# Gmina Clearcreek
Gmina Clearcreek (ang. Clearcreek Township) – gmina w Stanach Zjednoczonych, w stanie Ohio, w hrabstwie Warren. W 2020 roku liczyła 4084 mieszkańców.